# Santa Maria dels Àngels de Cotlliure

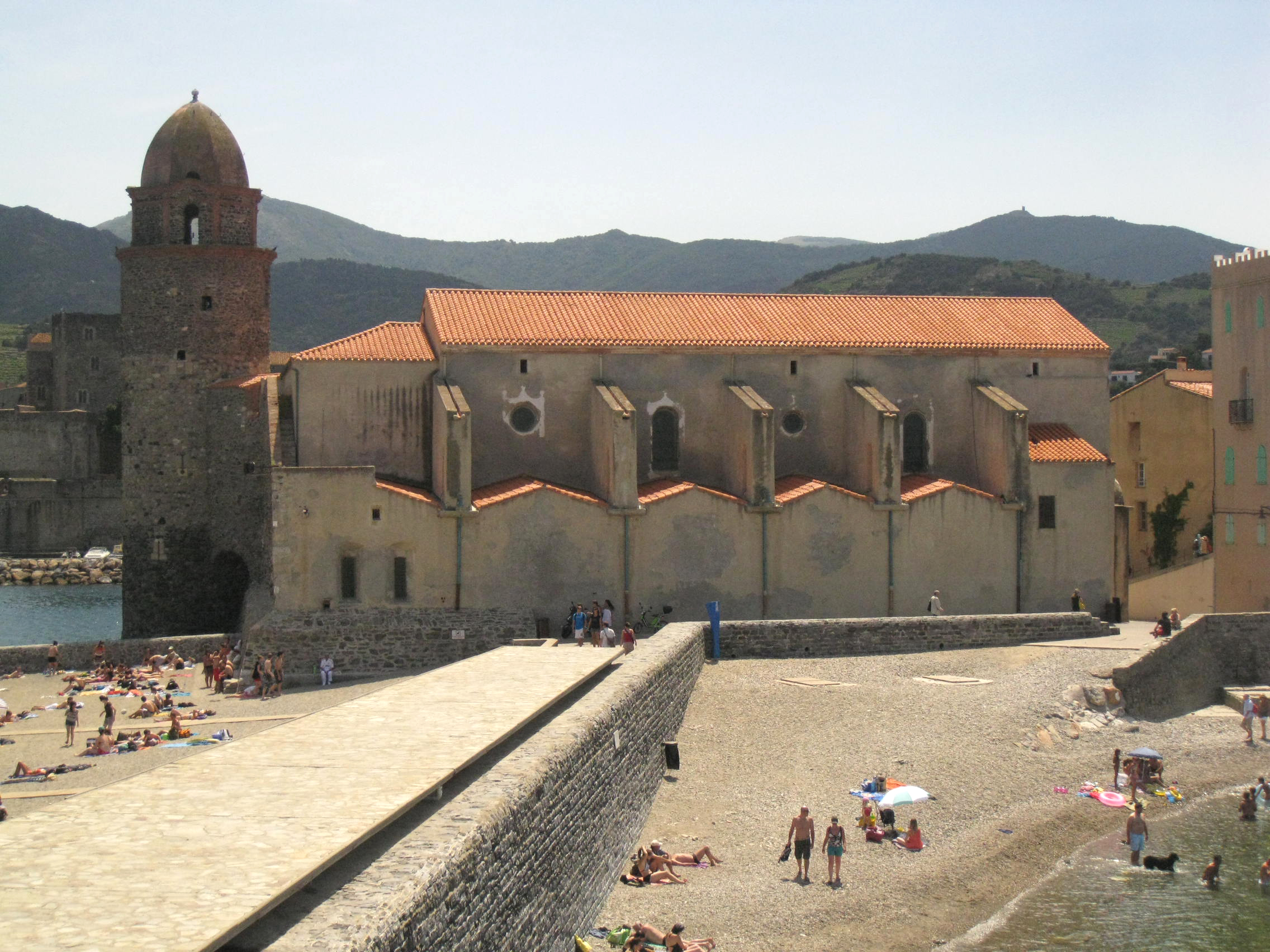
L'església, des de llevant

Santa Maria dels Àngels de Cotlliure és l'església parroquial de la vila de Cotlliure, a la comarca del Rosselló, de la Catalunya del Nord.
Està situada a l'extrem nord-est de la Vila vella de Cotlliure i del Port d'Amunt.

## Història
És un edifici de la segona meitat del segle xvii, fet construir per Vauban en el moment que enderrocà l'antiga ésglésia parroquial i la major part de la Vila vella de Cotlliure, on era situada, per ampliar i modernitzar l'antic Castell Reial de Cotlliure.

## L'edifici

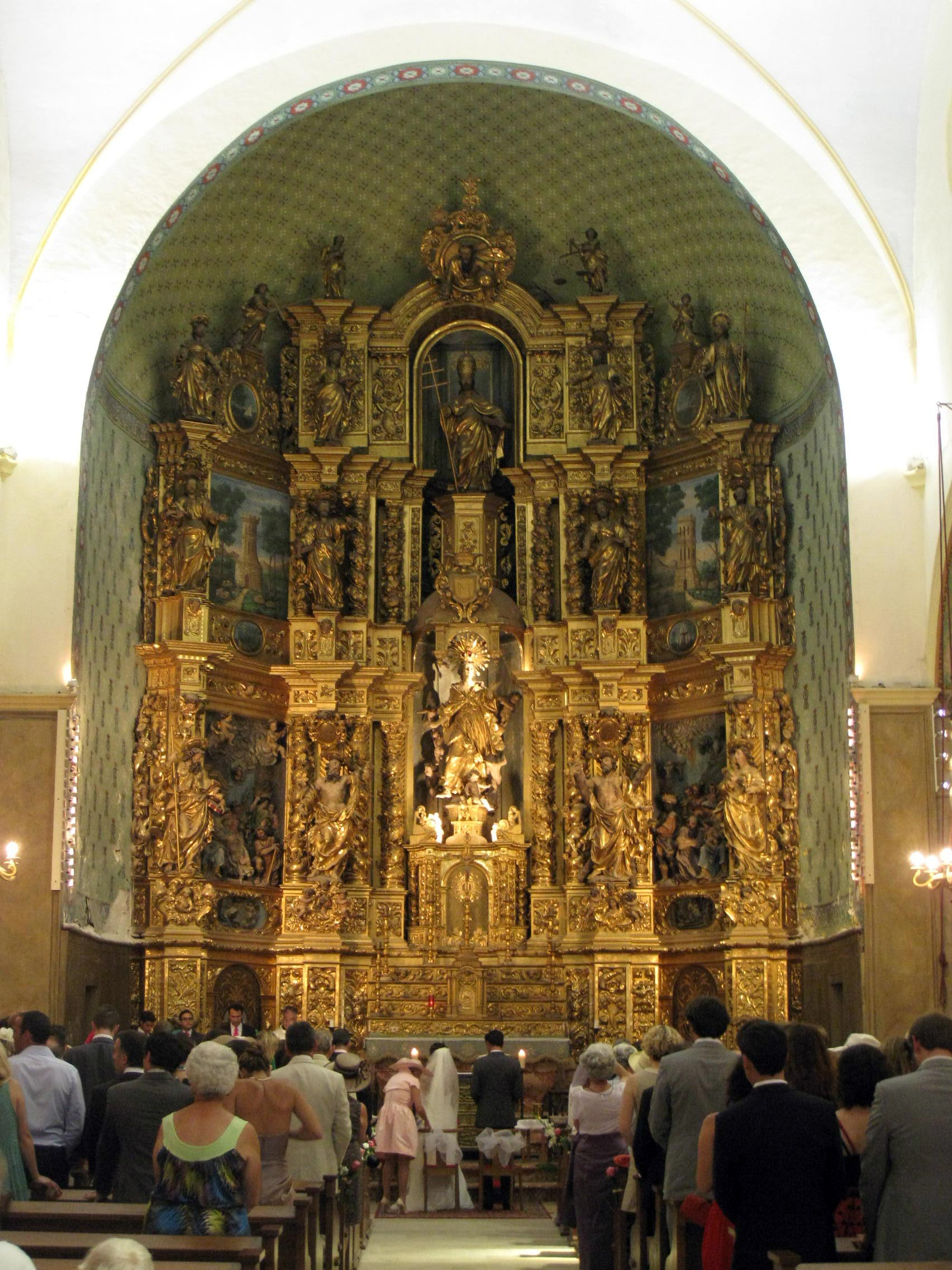
Retaule barroc de l'altar central

És una església d'una sola nau, construïda ran de mar en el mateix port de Cotlliure. La torre del campanar, bastit damunt d'una antiga torre de la muralla que envoltava la vila de Cotlliure, suca els seus fonaments en el mateix mar, cosa que modernament ha comportat problemes a l'edifici.
El campanar és l'antiga Torre del Far de les muralles de la vila.